# Herbert Voßmerbäumer
Herbert Voßmerbäumer, manchmal Herbert Vossmerbäumer, (* 20. April 1940 in Kiel) ist ein deutscher Geologe und Hochschullehrer an der Universität Würzburg.
Voßmerbäumer, Sohn der Edith Voßmerbäumer, geborene Hahn, und des Berufsoffiziers Hugo Voßmerbäumer, studierte nach dem Abitur in Hamm/Westfalen Geologie und Paläontologie in Kiel und Münster, wurde 1966 in Kiel promoviert mit der Dissertation Versuch einer Rekonstruktion von Bildungsbedingungen des unteren Lias in Schweden und war ab 1966 Assistent in Würzburg, wo er nach seiner Habilitation 1974 an der Universität Würzburg 1980 Professor für Geologie wurde. 1985 bis 1987 war er kommissarischer Leiter des am Pleicherwall befindlichen Geologischen Instituts der Universität Würzburg.
Im Jahr 1982 organisierte er die Jahrestagung der Geologischen Vereinigung und 1986 die der Geologischen Vereinigung und der Deutschen Geologischen Gesellschaft (DGG) in Würzburg. 1991 bis 2004 gab er die Zeitschrift der DGG heraus. Ab Mitte der 1980er Jahre leitete er im Rahmen der Alfred-Wegener-Gesellschaft einen interdisziplinären Arbeitskreis zur Reform des Studiums der Geowissenschaften. Er war 1988 bis 1998 Vorsitzender der Geokonferenz.
Ursprünglich war er Sedimentologe. Er befasste sich unter anderem mit dem Wellenkalk in Franken und dessen Cephalopoden.
2004 wurde er Ritter des Ordre des Palmes Académiques. Er übersetzte verschiedene französische geowissenschaftliche Bücher.
Hubert Voßmerbäumer heiratete 1968 die Kieferorthopädin Rose geborene Sommer und hat zwei Kinder (Heide und Urs Voßmerbäumer).

## Veröffentlichungen (Auswahl)
- Allgemeine Geologie: ein Kompendium. Schweizerbart, Stuttgart 1976.
- Geologische Karten. Schweizerbart, Stuttgart 1983, ISBN 3-510-65112-X.
- Geologie. Schweizerbart, Stuttgart 1996.
- als Hrsg. mit Günter Löffler: Mit unserer Erde leben. Würzburg 2002 (Ringvorlesung Geowissenschaften).
- Geologie Wörterbuch, Französisch-Deutsch/Deutsch-Französisch. Schweizerbart, Stuttgart 1996.
- Malta (= Würzburger Geographische Arbeiten. Heft 38). Würzburg 1972.
- Cephalopoden im Muschelkalk Mainfrankens, Geolog. In: Blätter NO-Bayern und angrenzender Gebiete. Band 22, 1972, S. 8–25.
- als Übersetzer mit Heide Vossmerbäumer: Johann Bartholomäus Adam Beringer: Lithographiae Wirceburgensis ducentis lapidum figuratorum, a potiori insectiformium, prodigiosis imaginibus exornatae specimen premium (1726). Deutsche Übersetzung nach der von Melvin E. Jahn und Daniel J. Woolf 1963 vorgenommenen Übersetzung ins Englische. Privatdruck, Würzburg 1988, abgedruckt auch in Naturwissenschaftliches Jahrbuch Schweinfurt. Band 7, 1989.
- Zur Geologie Rottendorfs. In: Angelika Treiber (Hrsg.): Rottendorf. Zur Geschichte einer unterfränkischen Gemeinde. 1991.